# Hickam Housing
Hickam Housing – census-designated place (CDP) na wyspie Oʻahu, w hrabstwie Honolulu, na Hawajach, w Stanach Zjednoczonych. Według szacunków United States Census Bureau w roku 2010 CDP miało 6 920 mieszkańców, którzy tworzyli 1 632 gospodarstw domowych i 1 589 rodzin.

## Geografia
Według United States Census Bureau census-designated place obejmuje powierzchnię 4,9 mil2 (12,6 km²), z czego 4,6 mil2 (11,9 km²) stanowi ląd, a 0,3 mil2 (0,8 km²) stanowi woda.

## Demografia
Według spisu z roku 2000, CDP zamieszkiwało 5 471 osób. Średni roczny dochód dla gospodarstwa domowego wynosił 42 298 $ a średni roczny dochód dla rodziny to 41 989 $. Średni roczny dochód na osobę wynosił 15 039 $ (30 588 $ dla mężczyzn i 23 548  $ dla kobiet). 2,2% rodzin i 2,1% mieszkańców census-designated place żyło poniżej granicy ubóstwa, z czego 2,6% to osoby poniżej 18 lat a 25,0% to osoby powyżej 65 roku życia.